# Zaouiat Ahansal
Pour les articles homonymes, voir Ahansal.
Zaouiat Ahansal est une commune rurale du Maroc, située dans le cercle d'Azilal, province d'Azilal, région Béni Mellal-Khénifra.

## Géographie
Elle est située dans le Haut-Atlas central, sur le cours moyen de l'assif Ahansal qui est un affluent de l'oued El-Abid qui rejoint lui-même le fleuve Oum Errabiâ.
Les habitants sont en grande majorité d'origine amazigh ( berbères ) de langue tamazight. Lors du recensement de 2014 la commune comportait 10 657 hab. Le taux d'analphabétisme des adultes était de 68%, mais le taux de scolarisation des enfants de 7 à 11 ans était de 65%. En 2014 l'indice synthétique de fécondité était de 3,7.
La vallée de Zaouiat Ahansal est entourée de plateaux dans lesquels sont creusés des falaises et des canyons. Au nord-est se trouve le plateau des Ait Abdi du Koucer, dont les falaises de calcaires surplombent des couches alternées de marnes, de calcaire et de grès. Au sud la vallée à 1650 m est encaissée entre des sommets autour de 2400 m, Jbel Timghazine, Bou Ighlain, Tadrat et Tagoujimt n'Tçouyant. Les falaises sont composées de calcaires, de grès et de marnes surmontant des bases basaltiques. La vallée se termine à 1900 m au canyon de Taghia.

## Histoire
Le nom de la commune est celui du douar principal qui fait référence à une zaouïa crée par une lignée de saint personnages musulmans qui s'y sont implantés: la Zaouïa Ahansal. L'ancêtre de la famille est, selon la légende, Sidi Sïd al-Kabïr qui vécut au XIIIe siècle. Il est connu traditionnellement comme Dadda Saïd et serait d'ascendance chérifienne.

Au XVIIe siècle, son lointain descendant Sidi Saïd ben Yüsuf est le fondateur de la confrérie hansälïya et de la Zaouïa.